# Puya pichinchae
Puya pichinchae är en gräsväxtart som beskrevs av Carl Christian Mez och Luis Aloysius, Luigi Sodiro. Puya pichinchae ingår i släktet Puya och familjen Bromeliaceae. IUCN kategoriserar arten globalt som sårbar. Inga underarter finns listade i Catalogue of Life.